# Wolfgang Koeppen
Wolfgang Arthur Reinhold Koeppen (Greifswald, 23 juni 1906 – München, 15 maart 1996) was een Duits schrijver.

## Leven
Koeppen (eigenlijk Köppen, hij veranderde later de ö in zijn naam) werd als buitenechtelijk kind geboren en aanvankelijk vooral opgevoed door zijn grootmoeder. Na haar dood in 1908 verhuisde hij met zijn moeder naar Ortelsburg (thans Szczytno) in Oost-Pruisen, waar hij naar school ging. Later studeerde hij theaterwetenschappen, filosofie en literatuur in Hamburg, Greifswald, Berlijn en Würzburg. Vervolgens ging hij werken als journalist en schreef onder andere artikelen voor linkse bladen. In 1931 werd hij medewerker van de “Berliner Börsen-Courier”. In deze jaren was Koeppen verder vooral ook actief in de wereld van het theater, als dramaturg, toneelspeler, regie-assistent en scenarioschrijver. Na de machtsovername door de nazi’s verloor Koeppen vanwege zijn linkse opvattingen zijn werk. Hij vertrok met steun van de radio, waarvoor hij bleef werken, naar het buitenland en woonde in de jaren dertig onder andere geruime tijd in Scheveningen. In 1939 keerde Koeppen naar Duitsland terug.
Na de Tweede Wereldoorlog werd Koeppen een vooraanstaande figuur in het publieke debat. Hij liet zich kritisch uit over de restauratieve mentaliteit in de Duitse maatschappij. Hij was van mening dat de Duitse maatschappij nog steeds tot op het bot was aangetast door het fascisme. Hij geloofde niet in het gemak en de lichtvaardigheid waarmee burgers afstand deden van hun eerdere overtuigingen en inzichten en vond dat het Duitse volk zich opnieuw corrumpeerde met repressieve krachten.

## Werk
Binnen de Duitse literatuur neemt Koeppen een aparte plaats in. De hoofdfiguren in zijn romans zijn vaak intellectuelen die onzeker in het leven staan. In zijn vooroorlogse romans Eine unglückliche Liebe (1934) en Die Mauer schwankt (1935) vloeit deze onzekerheid voort uit de frustrerende gewaarwording dat de wereld van de zinnelijkheid voor de intellectueel onbereikbaar is. In de naoorlogse romans wortelt die onzekerheid meer in politieke en morele gronden: de intellectueel blijft steken in reflecties en is niet in staat tot handelen. 
Kenmerkend voor het vertelprocedé in veel naoorlogse romans van Koeppen is het doorbreken van het episch continuüm en het werken met reeksen episodische montages en “Streams of consciousness”. Voorbeelden hiervan zijn de pessimistische werken (onmachtige, gefrustreerde hoofdpersonen) Tauben im Gras (1951) en Das Treibhaus (1953). 
In 1947 kreeg Koeppen opdracht de memoires te schrijven van de filatelist en Holocaust-overlever Jacob Littner (1883-1950). Na publicatie van het resultaat in 1948 ontstond er een discussie of Koeppen het werk wel zelf geschreven had of dat het een herschrijving was van Littners eigen memoires. Pas in de jaren negentig werden Littners eigen memoires ontdekt, die overigens als literair product duidelijk afweken van Koeppens versie.
Een aparte plaats in het oeuvre van Koeppen nemen zijn reisverhalen in: het zijn registraties en associaties met vooral literaire ervaringen van een schrijver op reis, zonder de maatschappijkritische benadering die zo kenmerkend is voor zijn andere werk.

## Bibliografie (selectie)

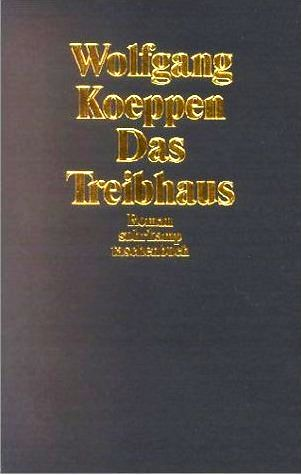
Das Treibhaus, 1953